# At the Villa Rose (film fra 1920)
At the Villa Rose er en britisk stumfilm fra 1920 af Maurice Elvey.

## Medvirkende
- Eva Westlake som Dauvray
- J.L. Boston som Besnard
- Joan Beverley som Adele Rossignol
- Kate Gurney som Helene
- Manora Thew som Celia Harland